# 須弥壇
須弥壇（しゅみだん）とは、仏教寺院において本尊を安置する場所であり、仏像等を安置するために一段高く設けられた場所のこと。須弥山に由来する。
須弥壇の上は仏の領域とされ、壇上に直接諸仏を安置する場合と、厨子や宮殿（くうでん）を置いて、その中に仏像等を安置する場合がある。和様、禅宗様、折衷様がある。形態として床に直接置く背丈の高いものと、上置式の背丈の低いものがあるが、前者が圧倒的に多く、後者は日蓮正宗以外ではほとんど用いられていない。
元来仏壇といえば、須弥壇のことであったが、中世になって寺院仏堂の仏壇を「須弥壇」と呼び、家の中に仏を祀る厨子のことを「仏壇」というようになった。現在も仏壇内の仏を祀る壇は「須弥壇」と呼ばれる。

## 中尊寺金色堂
平泉の中尊寺金色堂には3台の須弥壇（仏壇）があり、1950年の学術調査により、その下には藤原清衡、基衡、秀衡の棺と四代泰衡の首を納めた首桶が安置されていることがわかった。日本で最も著名な須弥壇の一つである。

## 須弥壇収骨
真宗大谷派の本山、真宗本廟（東本願寺）の須弥壇（親鸞の御真影を安置する壇）の床下に分骨するものを「真宗本廟収骨」という。2009年までは須弥壇収骨と称した。本山に対してある特定以上の功績があった人に、その御礼の意味で「須弥壇収骨証」が下附される。現在では、相続講志12万円以上納付の講員に対して「真宗本廟収骨証」が下附。